# بلانکا کرویزایر
بلانکا کرویزایر (به انگلیسی: Bellanca_Cruisair) یک هواگرد ملخ‌پیشین تک‌موتوره از نوع ترابری غیرنظامی ساخت شرکت Bellanca است. هواگرد بلانکا کرویزایر نخستین پروازش را در دسامبر ۱۹۳۷ میلادی انجام داد. در مجموع، تعداد بیش از ۲۰۰۰ فروند از این هواگرد ساخته شده‌است.
طراح این هواگرد، Giuseppe Mario Bellanca بود.